# Зіхрон-Яков
Зіхрон-Яков (івр. זִכְרוֹן יַעֲקֹב — «меморіал Якова», часто просто «Зіхрон») — невелике місто (офіційно — поселення) в Ізраїлі, за 35 км на південь від Хайфи, частина округу Хайфа. Місто розташоване на південному кінці хребта Кармель, біля Середземного моря та шосе 2. Місто було одним із перших поселень єврейських переселенців до країни, засноване в 1882 року бароном Едмоном де Ротшільдом та назване на честь його батька.